# Barbara Heinisch

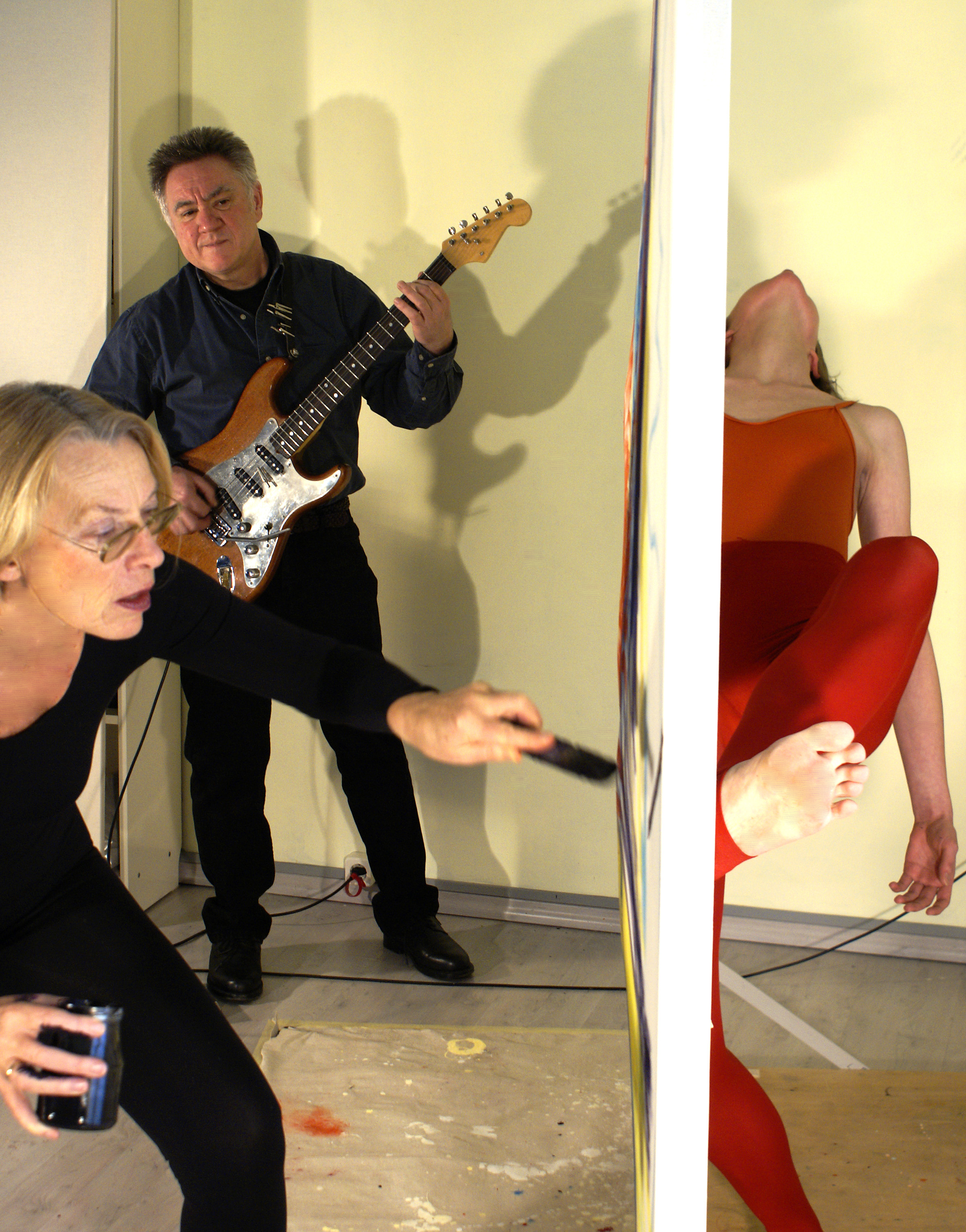
Transdisziplinäre Prozessmalerei von Barbara Heinisch (2008)

Barbara Heinisch (* 16. Juli 1944 in Rathenow) ist eine transdisziplinär arbeitende deutsche Prozess-Malerin, mit einer ganz eigenen Kombination von Malerei und Performance – häufig mit Künstlern (z. B. Tanz und Musik) – wobei sich die figürlichen Elemente des Expressionismus mit den Bewegungsspuren des Informel verbinden., zutreffend analysiert durch die Performancekonzeption von Bernd M. Scherer.

## Leben
In Rathenow verbrachte Barbara Heinisch nur das erste Lebensjahr. Nach dem Zweiten Weltkrieg zog sie mit ihrer Mutter nach Berlin. Ihr Vater war nach der Kriegsgefangenschaft wieder als Gymnasiallehrer tätig, verbunden mit mehreren Ortswechseln.
Ihr Studium begann Heinisch erst nach ihrer Heirat 1964 und der Geburt von zwei Kindern (1965 und 1966) an der Kunstakademie Düsseldorf 1969 bei Joseph Beuys. Ihr besonderes Interesse galt seiner Lehre vom Erweiterten Kunstbegriff zur Sozialen Plastik. 1973 setzte Heinisch an der Hochschule der Künste Berlin ihr Studium der Malerei bei Ulrich Knispel und Hermann Bachmann fort und wurde 1978 Meisterschülerin bei Karl Horst Hödicke.
Bereits in dieser Zeit entwickelte sie ihr eigenes Konzept aus Performance und Malerei. Erste Aktionen zur künstlerischen Selbstfindung begannen 1975 mit dem Durchbruch im Gemälde, gefilmt von Rainer Fetting. Es folgte das Blindporträt. in 1976 und 1977 die erste transdisziplinäre Prozessmalerei.
1976 wurde sie eingeladen zu der Ausstellung Mit-Neben-Gegen, einer Drei-Tage-Aktion von Joseph Beuys und seinen Schülern im Frankfurter Kunstverein, u. a. mit Anatol Herzfeld, Jörg Immendorff, Blinky Palermo, Imi Knoebel und Bernd Zimmer. Dort zeigte Heinisch ihren Super-8-Film von 1975 – Erster Durchbruch.
1978 nahm sie an den European Performance Series im Brooklyn Museum, New York teil u. a. mit Marina Abramović, Ulay und Ben d’Armagnac, sowie an live performances - behaviour workshop - festival - arnhem, Theater en Wij (Performance mit Diederick de Ziederick); u. a. mit Marina Abramović, Hermann Nitsch, Carolee Schneemann, Katharina Sieverding, Gina Pane, Jürgen Klauke, Joseph Beuys und Johannes Stüttgen.
1979 wurde Barbara Heinisch der Deutsche Kritikerpreis für Bildende Kunst in Berlin verliehen u. a. gemeinsam mit Otto Sander für Theater und Klaus Wagenbach für Literatur. In diesem Jahr nahm sie an der Ausstellung Malerei in Berlin – 1970 bis heute der Berlinischen Galerie in Berlin und im Haus an der Redoute in Bonn teil u. a. mit Johannes Grützke, László Lakner, Walter Stöhrer, Hann Trier, Heinz Trökes und Wolf Vostell.
1980 zeigte Barbara Heinisch im Frankfurter Kunstverein eine Prozessmalerei mit dem Künstler Egon Schrick - Ecce Homo. In diesem Jahr wurde sie von dem Kunsthistoriker Egidio Alvaro für eine Ausstellung und eine Prozessmalaktion in seine Pariser Galerie Diagonale eingeladen, ebenso von dem Künstler Jean-Jacques Lebel zu seinem Performance Festival Avis de passages in das ARC –Musée d’Art Moderne de la Ville de Paris. Sie malte dort das Porträt von Andreas Vitásek, das noch im selben Jahr von der Berlinischen Galerie erworben wurde. 1980 nahm Heinisch auch an der Realism and Expressionism in Berlin Art teil, einer Ausstellung in der Frederick S. Wight Art Gallery, University of California, Los Angeles, u. a. mit Alexander Camaro, Walter Stöhrer, Fred Thieler, Otto Dix, George Grosz, Ernst Ludwig Kirchner und Max Pechstein.
1981 erhielt sie die Einladung zur Sendung 3 nach 9 des Radio Bremen TV für eine Prozessmalaktion mit einem anschließenden Interview von Marianne Koch und Wolfgang Menge. Im selben Jahr, erstmals in Berlin und gemeinsam mit dem Künstlerhaus Bethanien und dem Berliner Künstlerprogramm des DAAD, wirkte Heinisch künstlerisch und organisatorisch mit an dem Festival Performance Eins, u. a. mit Emmett Williams, Nan Hoover, Dieter Appelt und Jochen Gerz. 1982 war sie verantwortlich für das Konzept und die Organisation von Performance Zwei im Künstlerhaus Bethanien, u. a. mit Bruce McLean, Emmett Williams, Gina Pane, Peter Gilles, Jürgen Klauke, Mike Hentz und Marina Abramović.
Von 1982 bis 1983 erhielt Barbara Heinisch das P.S.1-Stipendium für New York. Gemeinsam mit dem Musiker Peter Kowald und dem Tänzer David Wolf führte sie am 12. Januar 1983 im Clock Tower, New York eine Prozessmalerei vor.
Seit 1983 besteht Urheberschutz durch VG Bild-Kunst (Urhebernummer 281871).
Es folgten mehrere Gast-Professuren, zunächst an der Gesamthochschule Kassel (1983). Hierzu schrieb der Dekan:

„[…] Die vergleichbaren Kunstgeschichtspositonen sind deutlich und zugleich deutlich anders: Mathieu, der Aktionsmaler, Ives Klein, der mit lebendigen Köerpern stempelt und Fontana mit seinem Problem des absoluten Raumes.
Wichtiger erscheinen mir Hinweise auf alleinige kulturgeschichtliche Phänomene: Ein Bild malen auf einen Körper heißt den Abdruck des Körpers malen, heißt ein Zuwachs an Realität (magischer Realität?) gegenüber dem nur „abgemalten“ Körper auf konventionellen Bildern, vergleichbar Schweißtuch der Veronica oder Turiner Leichentuch […].“

Dem schloss sich eine Lehrtätigkeit an der Kunsthochschule Oslo (1984) auf Initiative der Künstlerin Sissel Tolaas an. Zu Beginn zeigte sie dort eine Prozessmalerei mit Sissel Tolaas, die hinter der Leinwand einen Pferdeschädel bewegte.
Zu weiteren Lehraufträgen wurde sie an die Hochschule der Künste Berlin (1985/86), an die Hochschule für Musik und Darstellende Kunst Frankfurt am Main (1994) und an die Johannes Gutenberg-Universität Mainz (1995) eingeladen.
1985 wurde sie mit einem Kunstfonds Arbeitsstipendium ausgezeichnet.
1986 bekam sie von Carola Wedel den Auftrag eine Performance für das Literarische Café des SFB im Café Einstein in Berlin zu zeigen. Dafür engagierte sie den Schauspieler Otto Sander und die Tänzerin Evelyn Heregger.
Von 1986 bis 1997 lebte und arbeitete Heinisch in Düsseldorf.
1988 entstand in einer spektakulären Aktion im Museum Folkwang, Essen das Gemälde Phoenix, wobei ein „Nacktes Modell die Grenzen der Malerei sprengte“. 1988 zeigte Barbara Heinisch auch eine Prozessmalerei in der literarischen Revue lyrics von Joachim Dennhardt, live übertragen vom WDR aus dem historischen Spiegelzelt in Düsseldorf. Es entstand das Gemälde Trias.
1991 erhielt Heinisch den Auftrag für das Bühnenbild und die Kostüme vom Käthchen von Heilbronn sowie 1992 für die Ausstattung vom Hamlet am Stadttheater Gießen, unter der Regie von Johannes Kaetzler.

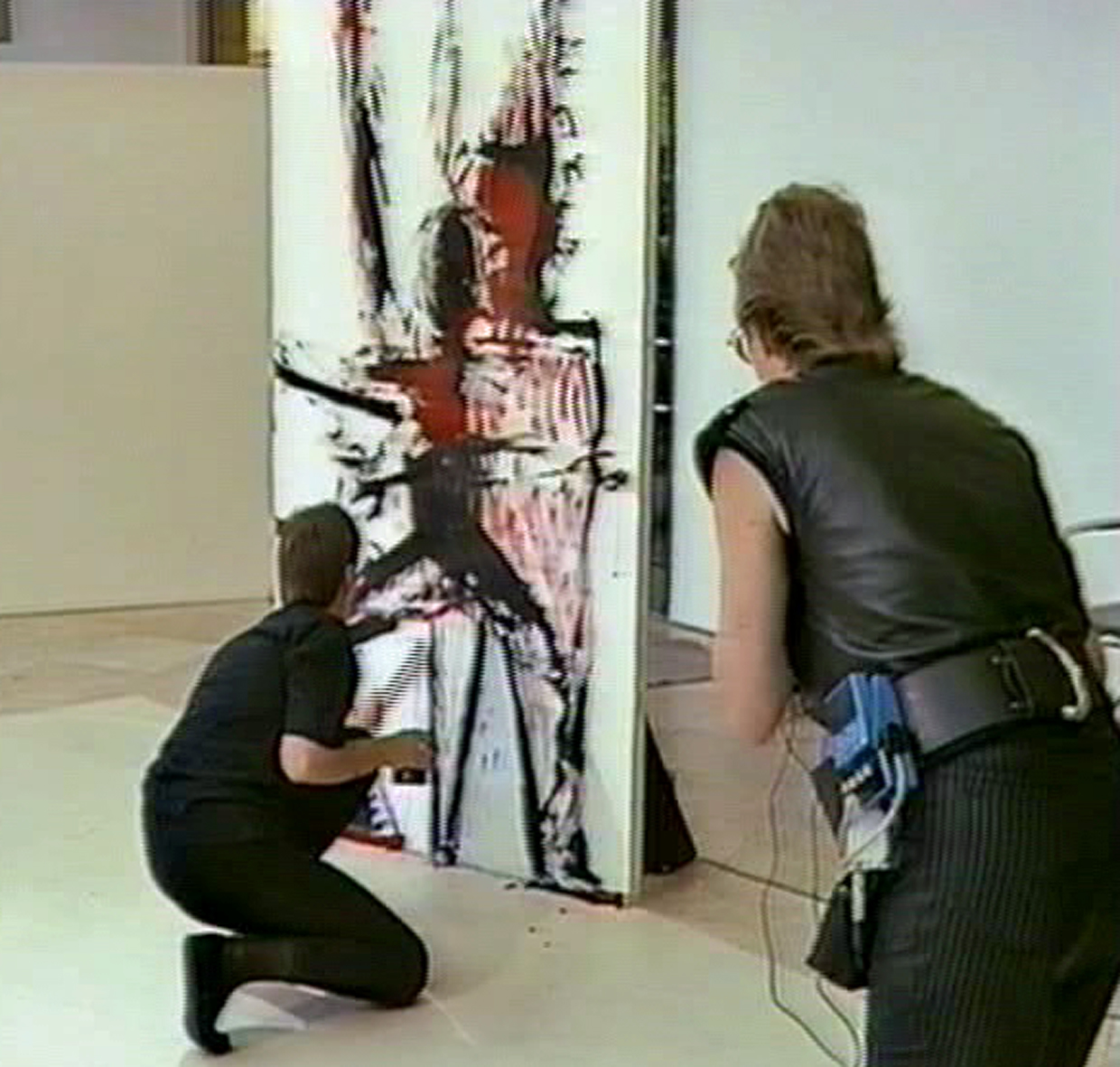
Selbstporträt 1992, Live-Aktion im ZDF

In der Livesendung ZDF – Matinée bekam Barbara Heinisch 1992 ein Porträt in der Schirn Kunsthalle Frankfurt. Nach dem Interview mit der Moderatorin Desirée Bethge malte sie ein Selbstporträt. Für die Prozessmalerei engagierte sie die Musikerin Annemarie Roelofs und die Tänzerin Sayonara Pereira.
Ab 1993 Leitung von mehrtägigen Workshops an verschiedenen Instituten u. a. Sommerakademie im Gustav-Lübcke-Museum, Hamm (1995), Ev. Akademie, Löwenstein, Heilbronn (1995–1997) und Ev. Akademie Nordelbien, Bad Segeberg (1997).
Ein Porträt von Heinisch schrieb 1997 Marion Stuckstätte für die Rheinische Post, Düsseldorf.
Im selben Jahr lernte Barbara Heinisch ihren zweiten Mann während einer Studienreise kennen. Seit ihrer Heirat 1999 hat sie ihr Atelier in Bad Nauheim.
Barbara Heinisch wurde 2004 in die Anthologie Grundkurs Kunst mit der DVD Kunst in Bewegung von Michael Klant im Kap. Malerei als Ereignis (8 Künstler) aufgenommen.
2010 wurde anhand des Gemäldes Ostern II durch Ludwig A. Pongratz im Kapitel Bildung unter Von Leonardo bis Lichtenstein: Eine Theorie-Geschichte der Bildung in Bildern ihre Prozessmalerei analysiert: „[…] Der Prozess der Überschreitung ist hier gleichsam in seiner materialisierten Spur festgehalten. Es gibt kein identifizierbares Subjekt, aber es gibt auch keinen leeren Raum. Es gibt den Ort des Ereignisses, in dem sich Subjektivität in unverwechselbarer Weise aktualisiert. Das Subjekt reißt in seiner Bewegung eine Differenz auf; es zerreißt die Oberfläche planer Faktizität. Es ist im Überschritt sich selbst voraus – deshalb auch nicht objektivierbar. Wollte man dennoch seinen Ort bestimmen, so müsste man ihn, der Bewegung des Bildes folgend, beim jeweiligen Betrachter selbst lokalisieren. Wir sind mitgemeint und werden mit hinein genommen in eine überschreitende Bewegung.“ Das Gemälde Ostern II ist in weiteren Beiträgen gewürdigt worden, insbesondere im theologischen Bereich.
2011 nahm Barbara Heinisch ihre Lehrtätigkeit wieder mit der Leitung eines Workshops im Bürgerinstitut Frankfurt auf und setzte ihn 2012 fort. 2015 leitete sie einen Workshop im Atelier Kunst & Therapie in Montabaur.
2016 – 2018 Dozentin an der Europäischen Kunstakademie Trier.
2020 Seit Oktober erarbeiten die Prozessmalerin Barbara Heinisch und die Musikerin Anke Ames ein Werk, das seinen Anfang in der Coronavirus-Pandemie nahm und an überlieferte Rituale von Tod, Verpuppung und Wiederauferstehung des Lebens anknüpft. Die pandemische Situation diktierten die Arbeitsmöglichkeiten. So drehten sie ein Video als Schöpfung des Schwarz-Roten Tanzes.
2022 THE LIVING CANVAS, eine KI-Transformation mit 17 Gemälden.

## Werk
Aus dem Verständnis des Erweiterten Kunstbegriffs zur Sozialen Plastik von Joseph Beuys sowie in kritischer Auseinandersetzung mit dem akademischen Aktzeichnen und der Porträtmalerei entwickelte Heinisch mit dem Element der Bewegung und dem Dialog zum Gegenüber ihre interaktive Prozessmalerei, das heißt eine Malerei als lebendiger Prozess. Die Bewegungen ihres Gegenübers hinter der Leinwand werden dabei von ihr malend aufgefangen. Das verdeutlichte Yvonne Friedrichs im Feuilleton der Rheinischen Post: „[…] Doch keineswegs nur als reine motorische, dynamische Geste, sondern als energetisches Phänomen, als direkte Übertragung spiritueller und sinnlicher Energien an der Nahtstelle zwischen dem lebenden Körper und dem gemalten Bild“. Das fertige Gemälde von Barbara Heinisch ist gleichrangig mit dem Prozess seiner Entstehung.

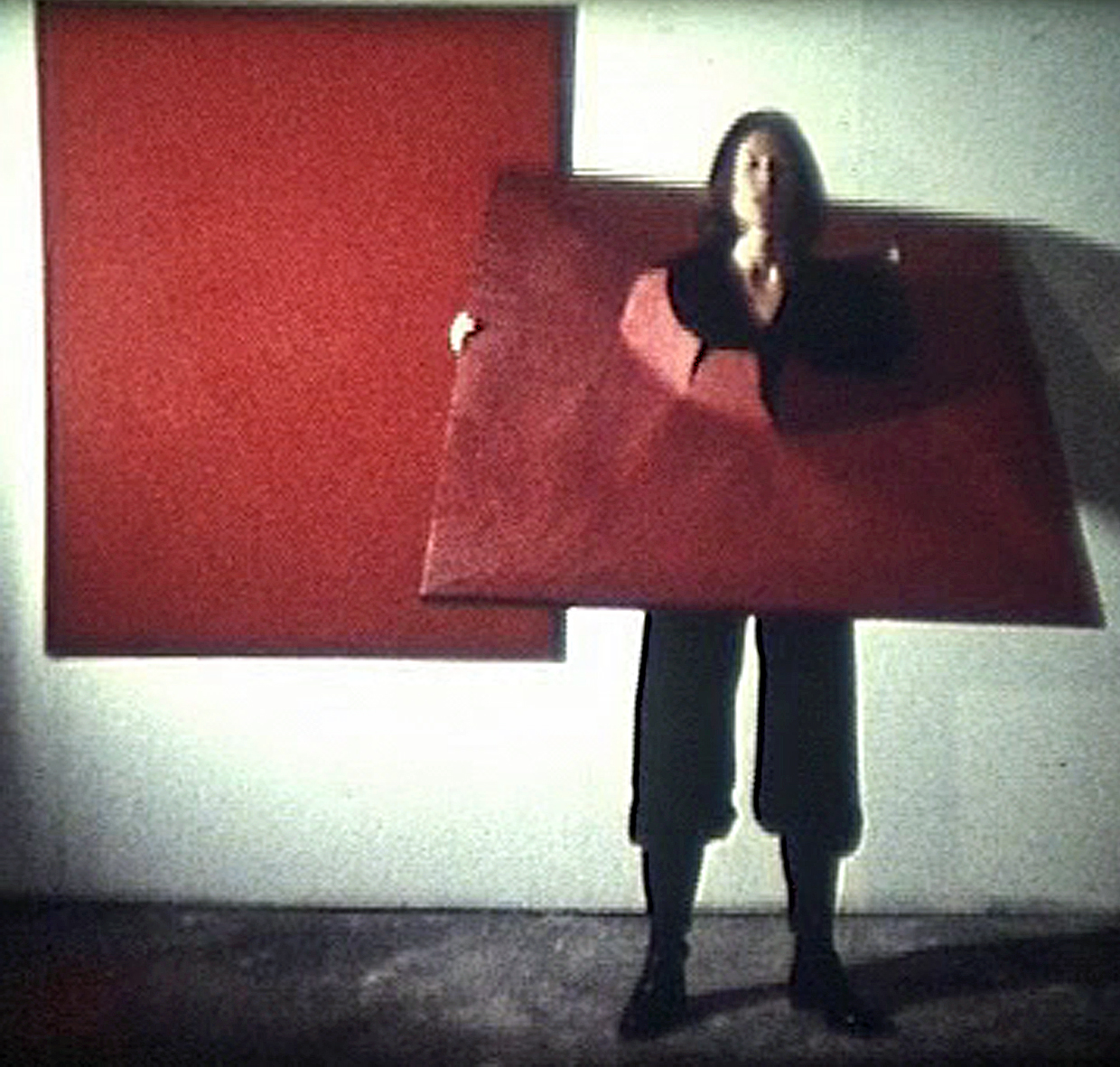
Selbstporträt 1975

Ab 1975 setzte sich Heinisch mit dem Thema Selbstporträt auseinander und entwickelte daraus ihre erste Aktion (erster Durchbruch als Selbstporträt) Wie lange wollen Sie noch beim ersten Schritt bleiben?, nach einem Zitat von Joseph Beuys.

„[…] Dafür erarbeitete sie zwei Bilder: ein Gemälde, dessen Rot wie ein leichter, atmender Körper im Raum steht, und ein zweites, rotgespritztes Bild auf Papier, das sie sich in einer Aktion über den Kopf zieht. Anschaulich hebt sie in diesem Durchstoßen den angesprochenen Dreischritt in einer monistischen Identifikation des Selbst und des Bildes auf. Geboren ist, was sie ‚Malerei als lebendiger Prozess‘, später ‚Prozessmalerei‘ nennen wird. Gesprengt werden kann die narzisstische Struktur des Selbstbildnisses in der Kommunikation. Sollte der Körperbezug erhalten bleiben, so blieb dafür nur die Aktmalerei. Das Modell – jetzt besser ‚Mitakteur‘ – soll seine eigene Ausstrahlung und Lebendigkeit, das Unmittelbare statt des Vermittelten geben […].“

Ihre erste öffentliche Aktionsmalerei zeigte Heinisch 1977 in der Galerie Carsta Zellermayer, Berlin. Dazu Heinz Ohff im Tagesspiegel: „[…] Sie hat längst eigenes Profil: zwischen Tachismus und Nouveau Réalisme die Lust am Malen kräftig akzentuierend, das Menschenbild gleichsam aus dem Menschen selbst herausschälend, gehört sie zu den eindrucksvollsten und eigenwilligsten Begabungen, die mir in der letzten Zeit begegnet sind. Was sich an Naturalismus, praller Figürlichkeit, skizzenhaftem Duktus und – Lucio Fontana! – Aggressivität auch, an Befreiungs- und Zerstörungswut in ihren Arbeiten abspielt, teilt sich auch nachträglichen Besuchern mit […]“.

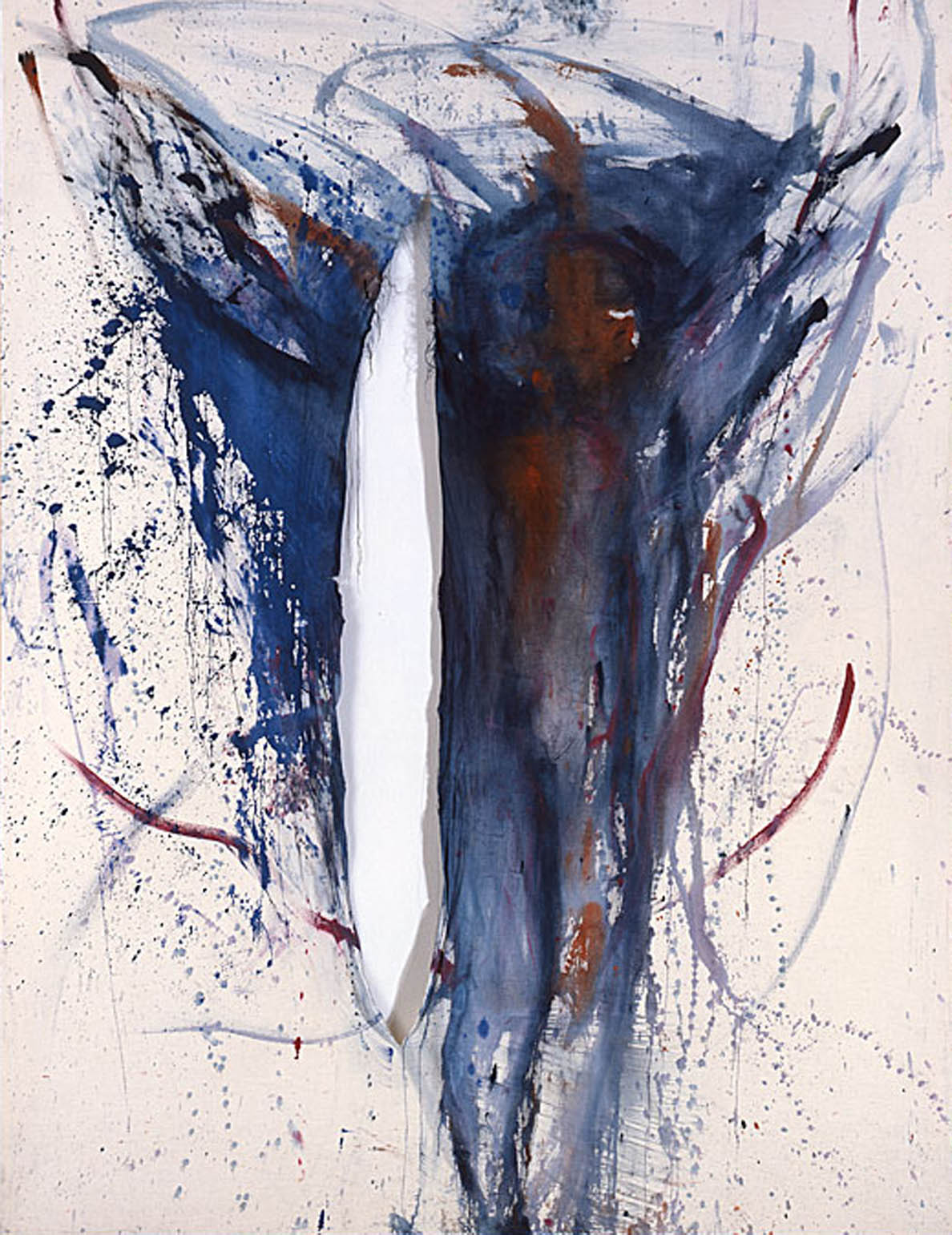
Ostern II, Künstlerhaus Bethanien, Berlin 1980, Sammlung Pax-Christi-Kirche, Krefeld

Die besondere Vorgehensweise bei ihren Prozessmalaktionen wird von Hanna Humeltenberg zu ihrem wohl bekanntesten Kunstwerk Ostern II, 1980 im Kapitel Malerei als Ereignis in Grundkurs Kunst 4, Schroedel Verlag, 2004 zusammenfassend beschrieben: „[…] Prägnantes Beispiel für dieses innovative Vorgehen ist die Arbeit ‚Ostern‘, Resultat einer Performance mit dem Sänger Mark Eins im Berliner Künstlerhaus Bethanien…Links im Bild ein Riss: Spur eines ‚Aussteigens‘ aus dem Werk nach der Malaktion. Diese ‚Verletzung‘ besitzt ambivalente Züge, da sich das Modell beim Heraustreten einen Augenblick mit dem Bild vereint, sich aber gleichzeitig von ihm befreit […]“. Hierzu Zitate aus theologischer Sicht:

„[…]Barbara Heinisch und ihr Modell inszenierten Ostern im wahrsten Sinne des Wortes: sie setzen es in Szene, in einer dramatischen Aktion voller Bewegung und Handlung. Der große Riss, quer durch die Leinwand, durch den das Modell nach der Aktion wieder erscheint, ist Sinnbild für die Auferstehung.“

„[…]Wer Ostern feiern will, darf den vorausgehenden Tod nicht verschweigen, denn das Aufhören kommt immer vor dem Anfangen… Diesen Grundzug des Osterglaubens hat die Künstlerin Barbara Heinisch (* 1944) dargestellt. Provozierend nennt sie ihr Bild „Ostern“, obwohl der flüchtige Betrachter nichts von Ostern erkennt. Mit heftigen, leidenschaftlichen Bewegungen scheint sie gemalt zu haben, „Passion“ schon in diesem Sinn des Wortes. Schemenhaft ist eine Gestalt zu erkennen, die an den Gekreuzigten erinnert: das vorgestellte Bein, ausgebreitete Arme, das Haupt geneigt. In die blaue Grundfarbe mischen sich rotbraune Töne, besonders zur Mitte hin: Wunden, Geißelhiebe, Blut. Ein auffälliger Riss in der Leinwand irritiert. Wurde das Bild beschädigt? Oder geschah es absichtlich, um eine hintergründige Symbolik einzutragen? Zu sehen ist eine klaffende Wunde. Man kann sie deuten als Durchbruch in eine andere Dimension, als Öffnung im Sinne einer Offenbarung, die Grenzen überschreitet. Das neue Leben, die verborgene Zukunft tut sich auf und wird zugänglich. Im Ende – ein Neubeginn.[…]“

„[…]Barbara Heinisch stellt mit ihren Performance-Bildern Ostern II und Tehillim IV und deren aus dem biblisch-theologischen Sprachreservoir geschöpften Titeln einen konkreten Bezug her zu Inhalten des jüdisch-christlichen Glaubens. Zugleich gelingt es ihr jedoch, die Balance zu halten zwischen konkreten Aussagen und einer offenen Interpretation. Sie macht neugierig und regt an, vertraute Aussagen der jüdisch-christlichen Tradition neu zu bedenken […]“

Zurückgekehrt von ihrem P.S.1–Stipendium in New York, erhielt Barbara Heinisch am 14. Mai 1983 die Möglichkeit, in der etwa 1000 m² großen Galerie Dibbert in Berlin eine Prozessmalaktion auf einer 6 m breiten Leinwand gemeinsam mit der Schauspielerin Brigitta Stehr vorzuführen. Nach rund 1,5 Stunden entstand das Gemälde Die Liebe II, gefilmt von Jochen Heyermann. Ein Filmausschnitt wurde 2004 für die DVD Kunst in Bewegung, von Michael Klant (Hrsg.) verwendet und von Hatje Cantz verlegt. Ihr eigener Weg wird durch folgende Zitate verdeutlicht:

„[…] Barbara Heinischs Malaktionen (‚Malerei als lebendiger Prozess‘, seit 1977), die auf die Bewegungen eines Modells hinter der aufgespannten Leinwand reagieren und so dem Modell, das bisher vom schöpferischen Prozess ausgeschaltet war, einen Einfluss auf Form und Rhythmus des Kunstwerkes einräumen, sind das Gegenteil der Anthropometrien Yves Kleins in den 60er Jahren, bei welchen er mit Farben beschmierte nackte Modelle sich genau nach seinen Anweisungen an der und gegen die Leinwand bewegen ließ – ständig unter seinem Befehl […].“

„Barbara Heinisch ist eine Künstlerin, die ihren eigenen Weg gesucht und ihn gefunden hat. Die Einzigartigkeit ihres künstlerischen Gestaltungsprozesses hat ihr einen festen Platz in der modernen Kunstszene gesichert […].“

„[…] Die Künstlerin ahmt keine Körperbewegung nach, sie chiffriert vielmehr mit den Entdeckungen von Kraftströmen des anderen Menschen unsichtbare, ‚göttliche‘ Bewegungen der Empathie, sie ‚mimt‘ das Unsichtbare, das sie sichtbar macht, es entsteht ein asymmetrischer Dialog mit einer ganz anderen Ebene der Existenz, die wir nicht kennen, von der her aber Leben liebend gewährt wird […].“

Dass Heinisch ihrem künstlerischen Konzept über 40 Jahre treu geblieben ist, wird durch diese Aussagen von Kunsthistorikern in den Katalogen Barbara Heinisch. Malerei als Ereignis von 2007 und in Barbara Heinisch. Der Ursprung der Malerei von 2014 bestätigt:

„[…] Musik, Tanz, die Schatten des sich bewegenden Modells hinter der Leinwand, ihr Augenmaß, ihre Konzentration und Energie, und die einfließende Aufmerksamkeit der Betrachter, schaffen ein Kunstwerk gespannter Gemeinsamkeit, emotionalisieren alle Beteiligten: bewegtes Bild – bewegend.“

„[…] Vor dem fertigen Gemälde von Barbara Heinisch stehend, erfährt der Betrachter ein fertiges Kunstwerk, aber jedes seiner Teile erzählt die Geschichte seiner Entstehung. Gegenwart als Geschichte und Geschichte als Gegenwart. Die Gegenwart der Kunst.“

„[…] Denn das scheinbar Spontane, Eruptive des Malaktes, das begleitet und flankiert, ja herausgefordert wird von Tanz und oft auch von Musik, folgt einer festgelegten Choreographie. In der Wiederholung der Abläufe wird daraus Liturgie, bei dem jedem Akteur von der Malerin über die Tänzerin bis hin zum Publikum eine definierte Rolle zugewiesen ist. Wie eine Priesterin steuert die Künstlerin das Geschehen und ist selbst Teil davon. Das Rituelle äußert sich eben nicht in einem spontanen ‚passieren lassen‘, sondern in dem bewussten Prozess und dem einer festgelegten Choreographie folgenden Ereignis. Denn jeder Performance gehen neben der minutiösen Auswahl des jeweiligen Modells und der Musik als einen weiteren Part auch vorbereitende Gespräche und Studien im Atelier voraus […].“

In der Europäischen Kunstakademie Trier entstand 2017 in einer multimedialen Performance unter dem Titel THE WALL ein Gesamtkunstwerk, in dem Musik (Sinfonie Nr. 4 Los Angeles von Arvo Pärt), Skulptur (Raymond Lohr), Video Mapping (Paul Schumacher), darstellende Kunst und transdisziplinäre Prozessmalerei vereint wurden.

„Mit einer spannenden analog-digitalen Performance gibt Barbara Heinisch dem Festgeschehen den ihm gebührenden künstlerischen Rahmen.“

## Ausstellungen und Prozessmalaktionen (Auswahl)
- 1976 – Frankfurter Kunstverein, Mit, neben, gegen – Joseph Beuys und seine Schüler
- 1977 – Berlin, Galerie Zellermayer, Barbara Heinisch – 1. Einzelausstellung / Prozessmalaktion
- 1978 – Warschau, Galerie Remont, Performance Festival
- 1978 – New York, Brooklyn Museum, European Performance Series[65]
- 1978 – Arnhem, Theater aan de Rijn, Extract 2 – Performance Festival[66]
- 1978 – Aachen, Ludwig Forum für Internationale Kunst, Performance Symposion
- 1979 – Amsterdam, Fundatie Kunsthuis (Gemälde Tanz III)
- 1980 – Paris, Galerie Diagonale (Gemälde Geburt und Menschwerdung)[67]
- 1980 – Berlin, Künstlerhaus Bethanien (Gemälde Ostern II)
- 1980 – Paris, ARC-Musée d’art moderne de la Ville de Paris (Gemälde Portrait Andreas Vitásek)
- 1980 – Los Angeles, Frederick S. Wight Art Gallery, Realism and Expressionism in Berlin Art
- 1980 – Brüssel, Goethe-Institut[68]
- 1981 – Berlin, Akademie der Künste (Berlin), Bildwechsel
- 1981–1995 – Düsseldorf, Galerie Zimmer[69]
- 1981 – Bremen, Radio Bremen, 3 nach 9 (Gemälde V. Frau)
- 1981 – Berlin, Künstlerhaus Bethanien[70]
- 1981 – Frankfurt, Alte Oper, Phönix[71]
- 1981 – Kopenhagen, Galerie Canal[72]
- 1982 – München, Galerie Thomas
- 1982 – Stockholm, Kulturhuset / Kunstverein München, Gefühl und Härte
- 1982 – New York, MoMA PS1 (Gemälde The American Blue)
- 1983 – New York, Clocktower (Gemälde The American Blue II)
- 1983 – Berlin, Galerie Dibbert (Gemälde Die Liebe II)
- 1984 – Oslo, Kunstakademie (Gemälde Portrait Sissel Tolaas)
- 1985 – Kunstverein Braunschweig / Ulm, Museum / Mannheimer Kunstverein, Retrospektive Wanderausstellung[73]
- 1986 – Berlin, Neuer Berliner Kunstverein[74]

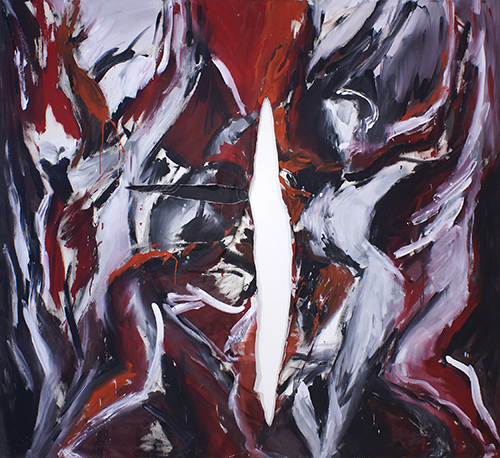
Phoenix 1988, Gemälde

- 1986 – Frankfurt, Schirn Kunsthalle Frankfurt, Die Maler und das Theater im 20. Jhdt. (Gemälde Tanz die Orange II)[75]
- 1987 – Chicago, Galerie Bischoff
- 1988 – Essen, Museum Folkwang (Gemälde Phoenix 1988)[76]
- 1988 – Paris, Musée du Luxembourg, 29 Peintres Allemandes d’Aujourd’hui
- 1989 – Kulturgeschichtliches Museum Osnabrück, Aus einer Osnabrücker Sammlung
- 1989 – Frankfurt, Künstlerhaus Mousonturm[77]
- 1989 – Aachen, Suermondt-Ludwig-Museum (Gemälde Energiefeld IV)
- 1990 – Dortmund, Dortmunder Kunstverein[78]
- 1990 – Kulturgeschichtliches Museum Osnabrück
- 1990 – Köln, Museum Ludwig / Galerie Koppelmann (Gemälde Tanz XII)[79]
- 1990 – Heidelberger Kunstverein, Blau – Farbe der Ferne
- 1992 – Frankfurt, Schirn Kunsthalle Frankfurt / ZDF-Matinée, Live–Kunst
- 1994 – Linz, Offenes Kulturhaus, Andere Körper (3 Gemälde Verbindungen)
- 1996 – Kairo, Internationale Kunstbiennale[80]
- 2004 – Dortmund, DASA (Gemälde Aufschwung)
- 2005 – Gießen, Oberhessisches Museum (Gemälde Tanz die Spirale VII)[81]
- 2006 – Hamm, Gustav-Lübcke-Museum (Gemälde Feuervogel III)[82]
- 2007 – Gießen, Oberhessisches Museum[83]
- 2007 – Kunststation Kleinsassen (Gemälde Phönix IV)[84]
- 2008 – Berlin, Berlinische Galerie, Berlin im Aufbruch
- 2008 – Lübeck, Kunsthalle St. Annen, Sammlung Dr. Felix Ganteführer
- 2009 – Krefeld, Galerie Meta Weber (Gemälde Eva)
- 2010 – Mannheimer Kunstverein (Gemälde Ariadne)[85]
- 2010 – Bad Nauheim, Galerie Trinkkur (Gemälde Bluttaufe)[86]
- 2011 - Osnabrück, Kunsthalle Dominikanerkirche (Gemälde Machtkampf)[87]
- 2012 – Offenbach, Haus der Stadtgeschichte (Gemälde Inclusion)[88]
- 2014 – Ratingen, Museum Ratingen[89][90]
- 2016 – Trier, Jesuitenkirche[91]
- 2016 – Trier, Europäische Kunstakademie[92][93]
- 2017 – Trier, Europäische Kunstakademie (multimediale Performance THE WALL)
- 2017 – Trier, Museum am Dom
- 2022–2023 – Europäische Kunstbegegnung, internationale Ausstellungen[94]

### Arbeiten in Sammlungen (Auswahl)
Die Gemälde wurden mit Acryl-Tempera gemalt.
| Abbildung | Titel                                         | Entstehung                                            | Aufbewahrungsort                                              |
| --------- | --------------------------------------------- | ----------------------------------------------------- | ------------------------------------------------------------- |
|           | Befreiung des Fleisches 185 × 85 cm           |                                                       | Berlin Sammlung Galerie Zellermayer                           |
|           | Sprungkraft 210 × 150 cm                      | 12. Februar 1979 Berliner Atelier                     | Düsseldorf Sammlung Galerie Zimmer                            |
|           | Versammlung 223 × 152 cm                      | 19. Juni 1979 Berliner Atelier                        | Düsseldorf Museum Kunstpalast                                 |
|           | Portrait Andreas Vitasek 210 × 210 cm         | 30. Januar 1980 Musée d’art moderne de Paris          | Berlin Berlinische Galerie                                    |
|           | Geburt und Menschwerdung 210 × 215 cm         | 14. Juni 1980 Galerie Diagonale, Paris                | Darmstadt Hessisches Landesmuseum                             |
|           | Liverpool-Paris-Berlin 210 × 310 cm           | 20. Januar 1981 Berliner Atelier                      | Osnabrück/Berlin Sammlung Piepenbrock                         |
|           | Aktion mit Evelyn 210 × 135 cm                | 13. März 1981 TV-Studio Radio Bremen                  | Berlin Sammlung Galerie Zellermayer                           |
|           | Die Wiederkehr des Körpers 210 × 245 cm       | 20. Juni 1981 Galerie Zimmer, Düsseldorf              | Hamm Gustav-Lübcke-Museum                                     |
|           | The American Blue 220 × 360 cm                |                                                       | Berlin Galerie-Edition ARS VIVA                               |
|           | Die Liebe II 200 × 600 cm                     | 14. Mai 1983 Galerie Dibbert, Berlin                  | Künzelsau Sammlung Würth                                      |
|           | Totem und Tabu 210 × 420 cm                   | 20. September 1983 Berliner Atelier                   | Hamburg Sammlung Reinking                                     |
|           | Bolero 210 × 195 cm                           | 20. März 1984 Berliner Atelier                        | Sammlung Deutsche Bank                                        |
|           | Portrait Kjetil Skoijen 210 × 260 cm          | 15. Mai 1984 Kunsthochschule Oslo                     | Düsseldorf Sammlung Dr. Felix Ganteführer                     |
|           | Ikarus III 230 × 200 cm                       | 28. Februar 1985 Berliner Atelier                     | Düsseldorf Sammlung der WGZ Bank                              |
|           | Polarität 210 × 230 cm                        | 1. November 1985 Berliner Atelier                     | Bundeskunstsammlung                                           |
|           | Tanz die Orange 220 × 290 cm                  | 10. September 1985 Von der Heydt-Museum, Wuppertal    | Düsseldorf Sammlung Dr. Felix Ganteführer                     |
|           | Aufstieg und Sturz des Ikarus IV 260 × 420 cm | 10. April 1985 Berliner Atelier                       | Hamm Gustav-Lübcke-Museum                                     |
|           | Eruptiv 210 × 230 cm                          | 18. Mai 1985 Berliner Atelier                         | Mannheim Kunsthalle                                           |
|           | Magische Begegnung 205 × 195 cm               | 20. August 1986 Berliner Atelier                      | Mannheim Sammlung Dr. Zimmermann                              |
|           | Orient-Okzident 210 × 205 cm                  | 25. September 1986 Berliner Atelier                   | Düsseldorf Sammlung WGZ Bank                                  |
|           | Energiefeld II 208 × 153 cm                   | 02. März 1987 Düsseldorfer Atelier                    | Düsseldorf LVA-Hauptgebäude                                   |
|           | Trias (mit Robert Solomon) 215 × 145 cm       | 24. September 1988 TV-Live Lyrics, WDR Düsseldorf     | Düsseldorf Privatsammlung                                     |
|           | Tanz 205 × 220 cm                             | 11. Dezember 1988 Pax-Christi-Kirche, Krefeld         | Düsseldorf Landtag Nordrhein-Westfalen                        |
|           | Energiefeld IV 210 × 195 cm                   | 18. März 1989 Suermondt-Ludwig-Museum                 | Aachen Suermondt-Ludwig-Museum                                |
|           | KörperBaum 210 × 195 cm                       | 2. Februar 1990 Mainzer Kammerspiele                  | Stuttgart Landesgirokasse                                     |
|           | Tanz XIII 210 × 285 cm                        | 28. Mai 1990 Museum Ludwig, Köln                      | Essen Sammlung Heinz Moors                                    |
|           | Tanz XIV 210 × 295 cm                         | 16. Juni 1990 Stadthalle Wehr/Baden                   | Stadtwerke Düsseldorf                                         |
|           | Blauer Tanz 210 × 195 cm                      | 7. Juli 1994 HfMDK, Frankfurt am Main                 | Frankfurt am Main Hochschule für Musik und Darstellende Kunst |
|           | Begegnung 210 × 220 cm                        | 2. September 2000 Städt. Galerie Trinkkur Bad Nauheim | Kunstsammlung Bad Nauheim                                     |
|           | AufSchwung 180 × 140 cm                       | 28. Januar 2004 DASA, Dortmund                        | Dortmund DASA                                                 |
|           | Ekstase II 200 × 165 cm                       |                                                       | Kunstsammlung Bad Nauheim                                     |
|           | Ariadne 195 × 165 cm                          |                                                       | Mannheim Sammlung Dr. Zimmermann                              |
|           | Evolution III 210 × 165 cm                    |                                                       | Ratingen Museum                                               |

### Arbeiten in Sammlungen zu biblischen Themen (Auswahl)
Die Gemälde wurden mit Acryl-Tempera gemalt.
| Abbildung | Titel                                                | Entstehung                                      | Aufbewahrungsort                           |
| --------- | ---------------------------------------------------- | ----------------------------------------------- | ------------------------------------------ |
|           | Eva 210 × 260 cm                                     | 7. Juni 1985 Museum Kunstpalast                 | Wehr-Öflingen Hanna und Paul Gräb-Stiftung |
|           | Schattenkampf II 205 × 170 cm                        | 3. Dezember 1987 Landesvertretung Hessen (Bonn) | Marburg Sammlung Prof. Dr. Horst Schwebel  |
|           | Pfingsten (Foyer) Glas-Trennwand 255 × 750 cm        | 1987/1988 Düsseldorfer Atelier                  | Worms Martin Luther Haus                   |
|           | Pfingsten (Andachtsraum) Glas-Trennwand 255 × 750 cm | 1987/1988 Düsseldorfer Atelier                  | Worms Martin Luther Haus                   |
|           | Die Niederkunft des Engels 185 × 130 cm              | 10. Juni 1996 Düsseldorfer Atelier              | Trier Museum am Dom                        |
|           | Tanz der Himmelskönigin 210 × 220 cm                 | 1. Mai 1998 Kardinal-Schulte-Haus               | Hannover Evangelische Fachhochschule       |
|           | Hosianna…Hosianna! 200 × 150 cm                      |                                                 | Trier Museum am Dom                        |
|           | Kain und Abel 200 × 170 cm                           |                                                 | Trier Museum am Dom                        |

## YouTube-Videos
- Playlist Prozessmalerei – Prozesspainting von Barbara Heinisch[100]
- Playlist Malerei als Ereignis [painting as an event] von Bernhard Spiess[101]